# Otto Mønsted Acthon
Otto Mønsted Acthon (né le 21 décembre 1917 à Copenhague, mort le 13 août 1980 à Odder) est un cavalier danois.
Il participe aux Jeux olympiques d'été de 1948 dans l'épreuve de saut d'obstacles, où il est éliminé, et aux Jeux olympiques d'été de 1952 dans l'épreuve de concours complet où il est 26e de la compétition individuelle et 5e de  la compétition par équipe.